# Brandon Allen (football américain)
Pour les articles homonymes, voir Brandon Allen.
(en) Statistiques sur pro-football-reference
Brandon Allen, né le 5 septembre 1992 à Fayetteville, Arkansas, est un sportif professionnel américain de football américain jouant au poste de quarterback dans National Football League (NFL) depuis la saison 2016.  
De 2013 à 2015, il a joué au niveau universitaire dans la NCAA Division I FBS pour les Razorbacks de l'université de l'Arkansas.  
Il est sélectionné par les Jaguars de Jacksonville au sixième tour de la draft 2016 de la NFL où il reste pendant une saison avant d'être transféré en 2017 chez les Rams de Los Angeles. Il passe ensuite chez les Broncos de Denver (2019), les Bengals de Cincinnati (2020-2022) et les 49ers de San Francisco (2023-2024). 
Agent libre, il rejoint les Titans du Tennessee dès 2025.

## Biographie

### Jeunesse
Allen fréquente le lycée Fayetteville (en) dans la ville du même nom située dans l'Arkansas. Pendant son année senior, il gagne 3 408 yards et inscrit 38 touchdowns à la passe. Le site Rivals.com le classe comme la cinquième meilleur recrue universitaire possible au poste de quarterback.

### Carrière universitaire
Lors de sa première année à Arkansas, Allen est considéré comme joueur redshirt et ne participe à aucun match universitaire de la saison 2011.  
En 2012, il est désigné remplaçant de Tyler Wilson au poste de quarterback. Il entre au jeu lors de cinq matchs et devient titulaire lorsque Wilson se blesse. Il termine la saison en réussissant 21 des 49 passes tentées gagnant 186 yards, inscrivant un touchdown et trois interceptions . 
En 2013, Allen est désigné titulaire au poste de quarterback,. Même si son équipe ne remporte que 3 victoires pour 9 défaites, il inscrit 13 touchdowns et gagne 1 552 yards à la passe (49,6% de passes réussies) mais se fait intercepter à 10 reprises. 
En 2014, Allen cumule un gain de 2 285 yards à la passe et inscrit 20 touchdowns pour cinq interceptions. Il est désigné MVP Il remporte le Texas Bowl 2014 joué contre les Longhorns du Texas sur le score de 31 à 7 et est désigné MVP du match. Arkansas termine la saison avec un bilan positif de 7 victoires pour 6 défaites. 
Au cours de sa dernière année en 2015, Allen inscrits sur un même match six touchdowns à la passe ce qui constitue à l'époque le record de son université. Lors de ce match contre Ole Miss, il réussit une conversion à 2 points et gagne 53-52 en prolongation .  
Il bat ce record deux semaines plus tard inscrivant sept touchdowns à la passe malgré la défaite 50-54 contre les Bulldogs de Mississippi State,. Il bat également le record de l'université pour le nombre de passes de touchdowns en carrière lors des matchs joués contre Mississippi State. Il termine la saison avec un total combine de 3 440 yards à la passe, 30 touchdowns pour 8 interceptions alors que son équipe termine avec un bilan positif de 8-5. Arkansas clôt la saison en remportant 45 à 23 le Liberty Bowl 2016 joué contre les Wildcats de Kansas State. 
Allen termine sa carrière universitaire avec un gain global de 7 463 yards à la passe, 64 touchdowns et 26 interceptions. 

### Carrière professionnelle
| Taille            | Poids          | Bras           | Main          | Sprint   | Sprint   | Sprint   | Shuttle 20 yards | 3 cones drill | Détente       | Détente             | Développé couché | Test Wonderlic |
| Taille            | Poids          | Bras           | Main          | 40 yards | 10 yards | 20 yards | Shuttle 20 yards | 3 cones drill | verticale     | horizontale         | Développé couché | Test Wonderlic |
| 1,85m (6 ft 1 in) | 99 kg (219 lb) | 79 cm (31¼ in) | 23 cm (8⅞ in) | 4,84 s   | 1,72 s   | 2,82 s   | 4,33 s           | 7,06 s        | 71 cm (28 in) | 2,77 cm (9 ft 1 in) | -                | -              |

Allen est sélectionné en 201e choix global lors du sixième tour de la draft 2016 de la NFL par les Jaguars de Jacksonville. Le 5 mai 2016, Allen signe un contrat de 2,48 millions de dollars portant sur quatre ans et comprenant une prime à la signature de 147 687 $. Pour sa saison rookie, Allen est désigné second remplaçant au poste de quarterback des Jaguars derrière Blake Bortles et Chad Henne. Il est libéré par les Jaguars le 3 septembre 2017 à la suite de la réduction des effectifs et n'entrant pas dans la composition du roster pour la saison 2017.
Le 4 septembre 2017, Allen est réclamé par les Rams de Los Angeles. Il y est inactif et est considéré somme troisième quarterback des Rams derrière Jared Goff et Sean Mannion (en). Il est placé dans la réserve des joueurs blessés (injury reserved) le 20 décembre 2017
Le 18 septembre 2018, les Rams libèrent Allen mais le re-signe le lendemain pour l'incorporer dans leur équipe d'entraînement (practice squad) . 
Allen signe un contrat de réserve/futur avec les Rams le 7 février 2019. Le 30 août 2019, Allen est libéré et n'intègre pas le roster de la franchise.
Le 1er septembre 2019, Allen est réclamé par les Broncos de Denver.  
Le quarterback titulaire Joe Flacco se blesse lors du match en 8e semaine de la saison 2019 et Allen le remplace. Il commence son premier match comme titulaire en 9e semaine contre les Browns de Cleveland. Il gagne pour 193 yards, inscrivant 2 touchdowns toute en remportant le match 24 à 19. 

## Statistiques

### Universitaires
| Année          | Équipe         | Statut         | MJ |         | Passes   | Passes | Passes | Passes | Passes | Passes | Passes  |       | Courses | Courses | Courses | Courses |
| Année          | Équipe         | Statut         | MJ | Tentées | Réussies | Pct.   | Yards  | TD     | Int.   | Éval.  | Tentées | Yards | Moy.    | TD      |         |         |
| 2012           | Arkansas       | Fr             | 5  | 49      | 21       | 42,9   | 186    | 1      | 3      | 69,0   | 8       | -3    | 0,4     | 0       |         |         |
| 2013           | Arkansas       | So             | 11 | 258     | 128      | 49,6   | 1 552  | 13     | 10     | 109,0  | 29      | 29    | 1,0     |         |         |         |
| 2014           | Arkansas       | Jr             | 13 | 339     | 190      | 56,0   | 2 285  | 20     | 5      | 129,2  | 42      | 0     | 0,0     | 2       |         |         |
| 2015           | Arkansas       | Sr             | 13 | 370     | 244      | 65,9   | 3 440  | 30     | 8      | 166,5  | 45      | 110   | 2,0     | 1       |         |         |
| Totaux en NCAA | Totaux en NCAA | Totaux en NCAA | 42 | 1 016   | 583      | 57,4   | 7 463  | 64     | 26     | 134,8  | 134     | 136   | 1.0     | 4       |         |         |

### Professionnelles
| Année              | Équipe                  | MJ |              | Passes       | Passes       | Passes       | Passes       | Passes       | Passes       | Passes       |       | Courses | Courses | Courses | Courses |
| Année              | Équipe                  | MJ | Tentées      | Réussies     | Pct.         | Yards        | TD           | Int.         | Éval.        | Tentées      | Yards | Moy.    | TD      |         |         |
| 2016               | Jaguars de Jacksonville | 0  | -            | -            | -            | -            | -            | -            | -            | -            | -     | -       | -       |         |         |
| 2017               | Rams de Los Angeles     | 0  | -            | -            | -            | -            | -            | -            | -            | -            | -     | -       | -       |         |         |
| 2018               | Rams de Los Angeles     | 0  | -            | -            | -            | -            | -            | -            | -            | -            | -     | -       | -       |         |         |
| 2019               | Broncos de Denver       | 3  | 084          | 39           | 046,4        | 515          | 3            | 2            | 68,3         | 10           | 39    | 03,9    | 0       |         |         |
| 2020               | Bengals de Cincinnati   | 5  | 142          | 90           | 063,4        | 925          | 5            | 4            | 82,0         | 13           | 27    | 02,1    | 0       |         |         |
| 2021               | Bengals de Cincinnati   | 6  | 034          | 17           | 050,0        | 149          | 2            | 6            | 81,6         | 07           | -1    | - 1,0   | 0       |         |         |
| 2022               | Bengals de Cincinnati   | 1  | 03           | 03           | 100,0        | 022          | 0            | 0            | 97,2         | 03           | -1    | - 0,3   | 0       |         |         |
| 2023               | 49ers de San Francisco  | 0  | N'a pas joué | N'a pas joué | N'a pas joué | N'a pas joué | N'a pas joué | N'a pas joué | N'a pas joué | N'a pas joué |       |         |         |         |         |
| 2024               | 49ers de San Francisco  | 3  | 030          | 17           | 056,7        | 199          | 1            | 2            | 60,3         | 03           | 45    | 01,3    | 0       |         |         |
| Totaux en carrière | Totaux en carrière      | 18 | 293          | 166          | 056,7        | 1 810        | 11           | 8            | 76,2         | 36           | 68    | 01,9    | 0       |         |         |

## Vie privée
Son père, Bobby Allen, est directeur de l'université de l'Arkansas et chargé des relations avec la NFL.
Son frère cadet, Austin Allen (en), est devenu titulaire au poste de quarterback pour les Razorbacks après que Brandon quitté l'université. Austin signe chez les Buccaneers de Tampa Bay comme agent libre non drafté en 2018.
Brandon Allen obtient en 2014 un diplôme en gestion des loisirs et du sport.